# Dmitri Kaspiarovich
Dmitri Kaspiarovich (Minsk, 15 de octubre de 1977) es un gimnasta artístico bielorruso, campeón del mundo en 2001 en el concurso por equipos.

## Carrera deportiva
En el Mundial de Lausana 1997 consigue la plata en el concurso por equipos; Bielorrusia queda tras China y por delante de Rusia (bronce). Sus compañeros de equipo fueron: Ivan Ivankov, Vitali Rudnitski, Alexander Shostak, Ivan Pavlovski y Alexei Sinkevich.
Vuelve a conseguir medalla en el concurso por equipos en el Mundial de Tianjin 1999, esta vez el bronce, por detrás de China y Rusia.
En el Mundial de Gante 2001, gana el oro en equipos, quedando delante de Estados Unidos y Ucrania. Sus compañeros son: Ivan Ivankov, Alexei Sinkevich, Vitali Valinchuk, Alexander Kruzhilov y Denis Savenkov.
En el Mundial celebrado en Aarhus (Dinamarca) en 2006 consiguió la plata en salto de potro, tras el rumano Marian Drăgulescu.
Y en el Mundial de Róterdam 2010 vuelve a ser bronce en salto, tras el francés Thomas Bouhail y el ruso Anton Golotsutskov.